# Gabersdorf
Gabersdorf è un comune austriaco di 1 107 abitanti nel distretto di Leibnitz, in Stiria.